# Phyllocoptes granulatus
Phyllocoptes granulatus är en spindeldjursart som först beskrevs av Alfred Nalepa 1897.  Phyllocoptes granulatus ingår i släktet Phyllocoptes, och familjen Eriophyidae. Arten är reproducerande i Sverige.